# Deposito locomotive di Skierniewice
Il deposito locomotive di Skierniewice è un deposito ferroviario e un monumento storico risalente al XIX secolo presente nella città di Skierniewice, nel voivodato di Łódź, in Polonia. La sua costruzione risale al 1845. Il deposito è stato attivo fino agli anni novanta e disattivato nel 1994 e in seguito abbandonato. È il deposito più antico della Polonia.